# Un homme et une femme
«Un homme et une femme» (с фр. — «Мужчина и женщина») — песня Франсиса Ле на слова Пьера Бару, прозвучавшая в одноимённом фильме французского режиссёра Клода Лелуша, вышедшего на экраны в 1966 году. В фильме песня была исполнена Пьером Бару и Николь Круазий. Песня и её мелодия звучит на протяжении фильма в различных вариантах, являясь его лейтмотивом. В 1966 году песня вышла на одноимённом альбоме, который неоднократно переиздавался. В 1967 году саундтрек ленты был номинирован на премию «Золотой глобус» в категориях «Лучшая музыка к фильму» и «Лучшая песня». Впоследствии музыка и песня использовались в продолжениях картины 1966 года, снятых Клодом Лелушем: «Мужчина и женщина: 20 лет спустя» и «Лучшие годы жизни», а также исполнялась множеством других певцов.

## История создания

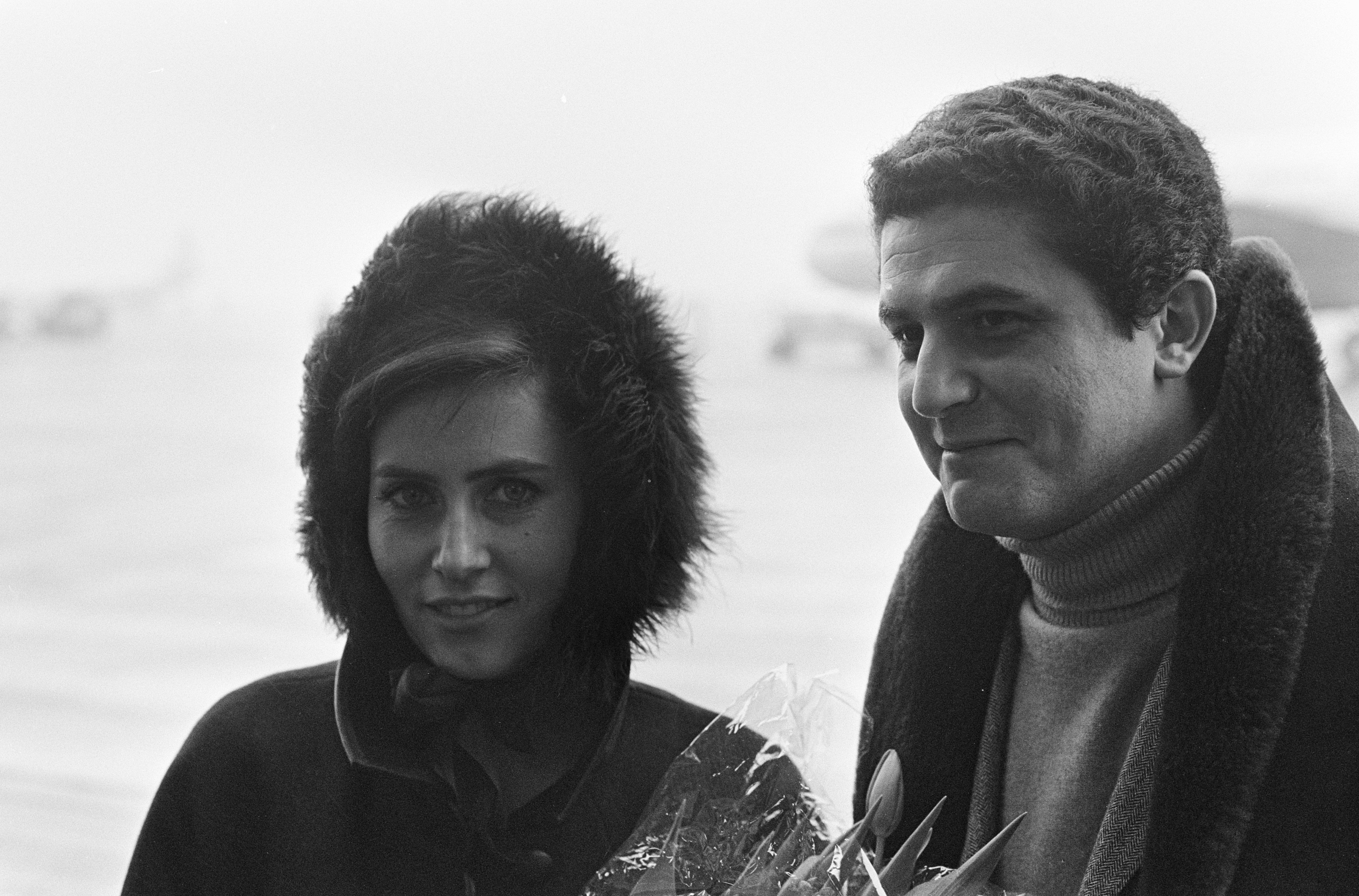
Клод Лелуш и Жанин Маньян в 1966 году

Об истории создания фильма «Мужчина и женщина» и музыки к нему Клод Лелуш подробно рассказывал в своей автобиографической книге «Баловень судьбы. Воспоминания», а также в интервью. При работе над сценарием фильма он стал задумываться о его музыкальном сопровождении, придя к выводу, что музыке будет отведена одна из главных ролей. Лелуш вспоминал, что мысль о том, какая музыка должна звучать в картине, пришла к нему одновременно с замыслом будущего фильма. Это произошло на пляже Довиля, когда он проснулся и в утренних лучах солнца увидел женщину с ребёнком, чьи образы натолкнули его на идею фильма. В этот момент в радио его машины звучала мелодия, которую он не мог опознать: «Но звучало одновременно нечто неопознанное и великолепное. Это нечто незаметно соединило звук и образ на экране моего ветрового стекла. Получилась настоящая гармония». Режиссёр решил для себя, что фильм «Мужчина и женщина» должен стать музыкальным, в котором музыка станет такой же определяющей, важной его частью, как и экранные образы. Кроме того Лелуш очень любил мюзиклы и имел опыт работы создания так называемых скопитонов (фр. scopitones) — предшественников музыкальных клипов.

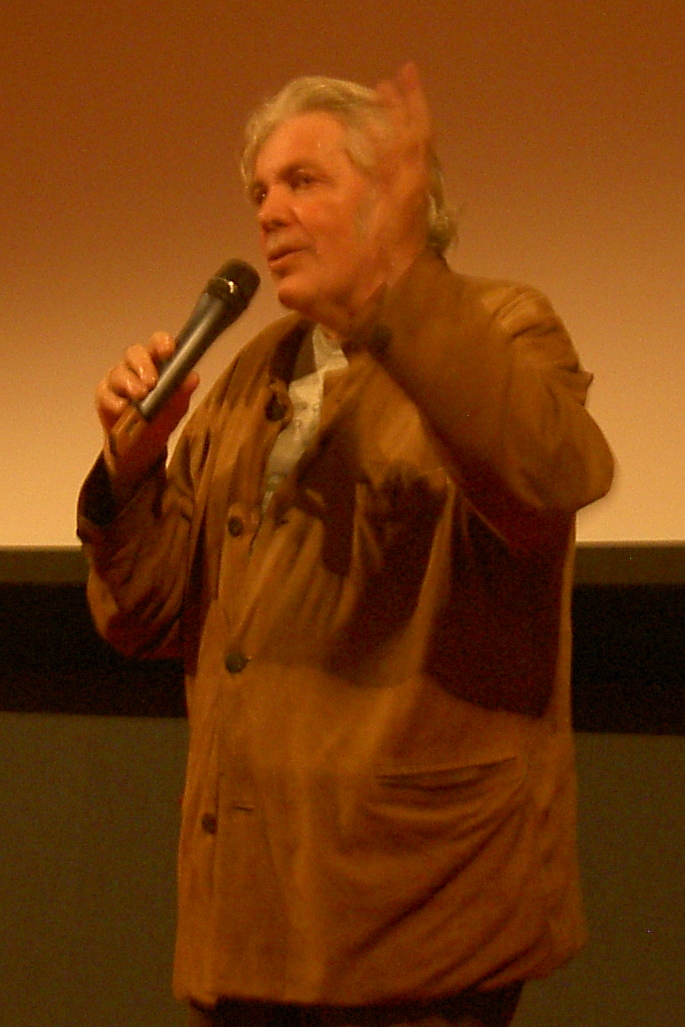
Пьер Бару — автор текста и исполнитель песни

В предыдущем фильме Лелуша «Девушка и ружья» одну из ролей играл певец Пьер Бару, который познакомил режиссёра с композитором Франсисом Ле, сказав, что они просто созданы друг для друга. Прослушав песню Бару и Ле под названием «Любовь, конечно, сильнее нас», Лелуш попросил оставить её для фильма, идею которого он только вынашивал, а затем предложил композитору создать музыку и для всей будущей картины. Лелуш попросил Ле, чтобы тот написал к фильму «Мужчина и женщина» мелодии легко узнаваемые и запоминающиеся, а также чтобы их можно было исполнить в различных музыкальных стилях. Ещё одной особенностью саундтрека фильма было то, что музыка должна была быть создана ещё до того как был снят сам фильм, что вообще характерно для метода работы Лелуша. По словам композитора, с таким способом он сталкивался только у Лелуша: режиссёр как бы «программирует» таким образом весь фильм. При встрече в квартире режиссёра композитор сказал, что он участвовал в массовках провального фильма Лелуша «Решающие мгновения», но последний признался, что совершенно этого не помнит. Режиссёр позже вспоминал, какое впечатление на него произвёл «маленький человечек с аккордеоном за спиной» и его музыка:
Он скромен, неразговорчив. Он выражает себя в нотах. Нотах, которые сыплются из-под его лёгких пальцев, отскакивают от стен моей комнаты, стекают по стеклам и сливаются в реки, ласкающие моё сердце. Я слушаю его словно завороженный. У меня перед глазами, как в широкоэкранном кино, проплывают образы. Потому что его аккордеон выражает всю гамму человеческих чувств. Всё кино…
Позже, уже в квартире композитора на Монмартре, режиссёр прослушал множество вариантов музыкальных тем, предложенных Ле, но ничего не одобрил и уже собирался уходить, когда последний предложил ещё одну мелодию, которая сразу вызвала восторг у Лелуша: он понял, что это именно музыка к его фильму «Мужчина и женщина». Режиссёр вспоминал, что он «узнал» её с первых нот и она показалась ему близкой, знакомой и пронзительной, а также и грустной, и ритмичной: «Она похожа на море… На двух людей, которые полюбили друг друга на пляже, а расстались на перроне вокзала… Это мой фильм звучит из аккордеона Франсиса. Часами он повторяет до бесконечности тему фильма, варьирует её, модулирует, придумывает варианты. В эту ночь пляж Довиля заигрывает с мостовой Монмартра». Песня и её мелодия звучит на протяжении фильма в различных вариантах, являясь его лейтмотивом. Она звучит в кульминационной сцене картины — финале, действие которого происходит на железнодорожном вокзале, во время встречи главных героев. Музыка к фильму создавалась при помощи цифрового аккордеона, который Ле приобрёл в 1964 году. Определившись, что мужскую партию будет исполнять Пьер Бару, который написал тексты песен, Лелуш предложил своей подруге певице Николь Круазиль петь в его фильме.
Саундтрек к картине «Мужчина и женщина» стал вторым опытом работы в кино для Франсиса Ле, а в общей сложности его фильмография включает более 120 фильмов, причём их творческое содружество с Лелушем продлилось более 50 лет. По словам классика французского кино, Ле скорее всего можно назвать наиболее любимым из тех людей с кем он работал в содружестве, с кем он первым делился своими замыслами, к которым чутко прислушивался композитор, образовавший с ним общую творческую единицу: «Франсис отвечает за иррациональное, я — за рациональное. Мы дополняем друг друга, но не повторяем. Я работал с другими замечательными композиторами — Мишелем Леграном, например, — но всегда возвращался к Франсису. Он никогда не работает на себя; только на фильм».

## Признание
После выхода фильма на экраны в мае 1966 года он получил признание и успех у критики, получив более сорока наград, среди которых «Золотую пальмовую ветвь» юбилейного Каннского кинофестиваля 1966 года, а также две премии «Оскар» за лучший фильм на иностранном языке и лучший сценарий. В 1967 году лента номинировалась на премию «Золотой глобус» в категориях «Лучшая музыка к фильму» и «Лучшая песня». Впоследствии музыка и заглавная песня использовались в сиквелах картины 1966 года, снятых Лелушем: «Мужчина и женщина: 20 лет спустя» и «Лучшие годы жизни». В 1966 году песня вышла на одноимённом альбоме, который неоднократно переиздавался.
Особую известность приобрели распеваемые в песне слоги «Da ba da ba da, ba da ba da ba», которые часто преобразуют в «Cha ba da ba da»:
Comme nos voix (badabada dabadabada)

Chantent tout bas (badabada dabadabada)

Nos cœurs y voient (badabada dabadabada)

Comme une chance, comme un espoir.
Из этого популярного напева возник политологический термин «список chabadabada» (фр. Liste chabadabada), который означает, применительно к выборам, такой список кандидатов, в котором мужчины и женщины чередуются из соображений равенства (фр. un homme, une femme, un homme, une femme). Впервые его использовал политик и государственный деятель Мишель Рокар, предложив составить основанный на таком принципе список кандидатов для европейских выборов.

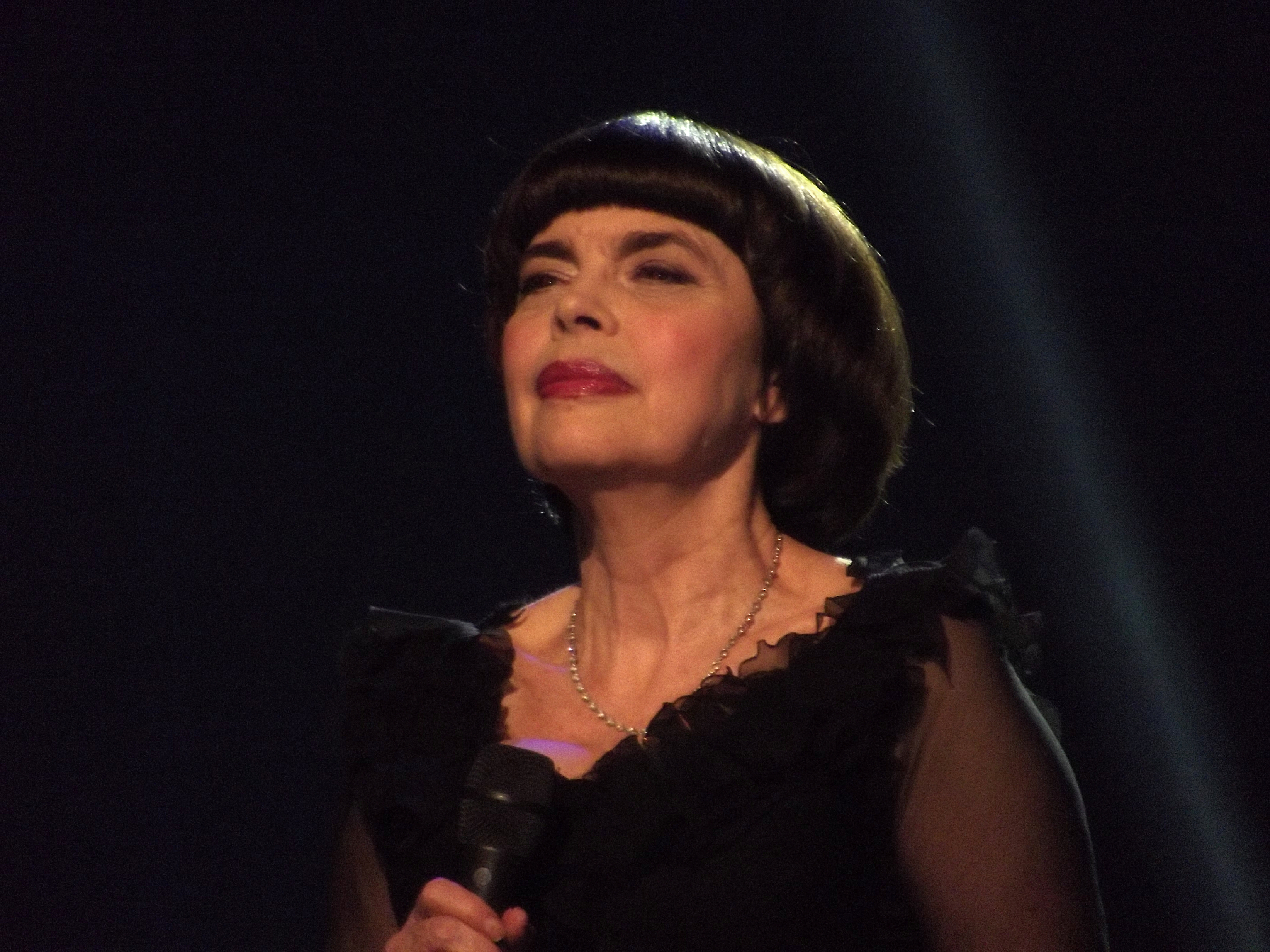
Мирей Матьё — одна из исполнительниц песни

Песню пели такие исполнители, как Фрида Боккара, Арне Бендиксен, Энди Уильямс, Клодин Лонже, Элла Фиццджеральд, Энгельберт Хампердинк, Мирей Матьё с Саша Дистелем, Патрисия Каас, Ин-Грид и др. В 1996 году Дмитрий Маликов и Наталья Ветлицкая записали на русском языке свой вариант песни под названием «Какая странная судьба». В 2019 году Мирей Матьё записала альбом «Кино» (фр. Cinéma), который включает в себя 40 известных мелодий из фильмов, а первым синглом альбома стала песня «Мужчина и женщина», которую она записала с Франсисом Ле.